# Stereosandra
Stereosandra es un género de orquídeas perteneciente a la subfamilia Epidendroideae dentro de la familia Orchidaceae. Tiene cinco especies.

## Etimología
El nombre genérico de Stereosandra viene del griego estéreo (sólido) y andros (hombre), y se refiere a lo sólido del botón que está en posición vertical.

## Hábitat
Se pueden encontrar en lugares húmedos, con sombra en las tierras bajas de las selvas tropicales a 1300 m de altitud.

## Distribución
Se distribuye por gran parte del sudeste de Asia: en Java, Sumatra, Borneo, Filipinas, Vietnam, Tailandia, Nueva Guinea, Malasia, Taiwán, las Islas Salomón, Samoa y las Islas Ryukyu. 

## Características
Son especies pequeñas, herbáceas, terrestres y  plantas sin clorofila.  No tienen raíces reales, pero alcanzan un metro, comparte la raíz tuberosa y tiene un corto tallo floral, en posición vertical que alcanza los 40 cm de alto.  La floración del tallo es de color morado y blanco, lleno de escalas y no tiene hojas verdes. La inflorescencia es de hasta 15 cm de largo  con docenas de flores.
Las flores son de color blanco con dibujo púrpura, colgantes, ligeramente abiertas, con los sépalos y pétalos sueltos y lanceoladas. La columna es larga y carnosa, con un robusto estambre en posición vertical y dos polinias.

## Especies
| - Stereosandra javanica - Stereosandra koidzumiana - Stereosandra liukiuensis - Stereosandra pendula - Stereosandra schinziana |